# Полуторник
Полу́торник (рос. Полуторник) — селище у складі Тісульського округу Кемеровської області, Росія.

## Населення
Населення — 1134 особи (2010; 1269 у 2002).
Національний склад (станом на 2002 рік):
- росіяни — 96 %